# Blavozy
Blavozy – miejscowość i gmina we Francji, w regionie Owernia-Rodan-Alpy, w departamencie Górna Loara.
Według danych na rok 1990 gminę zamieszkiwały 1163 osoby, a gęstość zaludnienia wynosiła 182 osoby/km² (wśród 1310 gmin Owernii Blavozy plasuje się na 186. miejscu pod względem liczby ludności, natomiast pod względem powierzchni na miejscu 943.).